# 厦门白鹭体育场
厦门白鹭体育场是位于中国福建省厦门市翔安区的多功能体育场，是厦门奥林匹克体育中心的核心场馆，最初为申办2023年亚足联亚洲杯而建造，2023年8月19日举行2023厦门田径公开赛暨世界田联钻石联赛厦门站测试赛，后于2023年9月2日启用。体育场设有可移动看台，举行田径比赛時可容纳53,443人，足球比赛时可容纳60,592人，是中国大陆首座可以在综合田径场与专业足球场之间自由转换的体育场。现为钻石联赛厦门站的主办场地。

## 建筑
厦门白鹭体育场建筑面积18.06万平方米，高86.25米，设计灵感取自白鹭展翅的意象，以及传统闽南民居的造型。为遮挡午后的阳光以及促进通风，体育场西侧屋顶较东侧高出8米；在南北方向上体育场则设置玻璃幕墙，观众可看到海景。
体育场看台分为三层，其地面看台层由可移动的模块构成。举办田径赛事时，模块会向场外移动，为跑道提供空间。举办足球赛事时，模块则向场内移动，提供7000余个额外座席。厦门白鹭体育场为法蘭西體育場和新加坡国家体育场之后世界第三座，也是中国大陆首座能在这两种模式间转换的体育场。

## 举办活动

### 体育赛事
厦门白鹭体育场举办過3届世界田联钻石联赛、2024年巴黎奥运会女足亚洲区预选赛以及2026年國際足協世界盃外圍賽 – 亞洲區第三圈等赛事。
- 2023年9月2日：2023年世界田联钻石联赛厦门站[9]
- 2023年10月26日至11月1日：2024年巴黎奥运会女足亚洲区预选赛第二阶段B组比赛[10]
- 2024年4月20日：2024年世界田联钻石联赛厦门站[11]
- 2024年11月19日：2026年國際足協世界盃外圍賽 – 亞洲區第三圈第6比賽日
- 2025年4月26日：2025年世界田联钻石联赛厦门站
- 2026年5月23日：2026年世界田联钻石联赛厦门站
- 2027年5月15日：2027年世界田联钻石联赛厦门站
- 2027年亞洲田徑錦標賽

### 演唱会
| 日期                 | 歌手   | 演出名稱                          | 场数 |
| -------------------- | ------ | --------------------------------- | ---- |
| 2024年5月10日至12日  | 薛之谦 | “天外来物”世界巡回演唱会          | 3    |
| 2024年8月17日至18日  | 蔡依林 | Ugly Beauty世界巡迴演唱會         | 2    |
| 2024年10月19日至20日 | 林俊杰 | JJ20世界巡回演唱会                | 2    |
| 2024年12月20日至22日 | 鄧紫棋 | G.E.M. I AM GLORIA 世界巡回演唱會 | 3    |
| 2025年5月17日        | 許嵩   | 呼吸之野巡迴演唱會                | 1    |
| 2025年6月21日至22日  | 張杰   | 未·LIVE-「開往1982」巡迴演唱會    | 2    |
| 2025年7月11日至13日  | 周杰倫 | 嘉年華世界巡迴演唱會              | 3    |
| 2025年9月13日        | 李榮浩 | 黑馬世界巡迴演唱會                | 1    |
| 2025年10月4日        | 王源   | 宇宙超級無敵大狂歡巡迴演唱會      | 1    |
| 2025年10月24日至26日 | 五月天 | 回到那一天巡迴演唱會              | 3    |
| 2026年1月17日        | 張韶涵 | 张韶涵觅光世界巡回演唱会          | 1    |